# Atletik under sommer-OL 2020 - længdespring (damer)
Kvindernes længdespring ved sommer-OL 2020 i Tokyo afholdes på Japans nationalstadion den 31. juli og 2. august.

## Tidsplan
Alle tider er japansk standard tid(UTC+9)
Kvindernes længdespring foregik over to separate dage.
| Dato                   | Tid  | Runde         |
| ---------------------- | ---- | ------------- |
| Søndag 1. august 2021  | 9:10 | Kvalifikation |
| Tirsdag 3. august 2021 | 9:00 | Finale        |

## Resultater

### Kvalifikation
Kvalifikationsregler: De atleter, der klarede det direkte kvalifikationskrav på 6,75 m (Q) eller som minimum var blandt de tolv bedste (q), gik videre til finalen.
| Placering | Gruppe | Udøvere                     | Nation                    | 1    | 2    | 3    | Resultat | Kommentarer |
| --------- | ------ | --------------------------- | ------------------------- | ---- | ---- | ---- | -------- | ----------- |
| 1         | B      | Ivana Španović              | Serbien                   | x    | 7,00 |      | 7,00     | Q, SB       |
| 2         | B      | Malaika Mihambo             | Tyskland                  | 6,64 | 6,56 | 6,98 | 6,98     | Q, SB       |
| 3         | A      | Brittney Reese              | USA                       | 6,52 | 6,86 |      | 6,86     | Q           |
| 4         | A      | Tara Davis                  | USA                       | 6,85 |      |      | 6,85     | Q           |
| 5         | B      | Chantel Malone              | Britiske Jomfruøer        | x    | 6,44 | 6,82 | 6,82     | Q           |
| 6         | B      | Ese Brume                   | Nigeria                   | 6,68 | 6,55 | 6,76 | 6,76     | Q           |
| 7         | A      | Khaddi Sagnia               | Sverige                   | 6,76 |      |      | 6,76     | Q           |
| 8         | A      | Abigail Irozuru             | Storbritannien            | 6,39 | 6,65 | 6,75 | 6,75     | Q, SB       |
| 9         | A      | Tyra Gittens                | Trinidad og Tobago        | 6,12 | 6,72 | 6,34 | 6,72     | Q           |
| 10        | A      | Maryna Bekh-Romanchuk       | Ukraine                   | 6,71 | x    | x    | 6,71     | Q           |
| 11        | A      | Jazmin Sawyers              | Storbritannien            | 6,55 | x    | 6,62 | 6,62     | Q           |
| 12        | A      | Brooke Stratton             | Australien                | 6,60 | 6,44 | 6,32 | 6,60     | Q           |
| 13        | B      | Quanesha Burks              | USA                       | 6,04 | 6,56 | 6,18 | 6,56     |             |
| 14        | B      | Nastassia Mironchyk-Ivanova | Hviderusland              | 6,21 | 6,39 | 6,55 | 6,55     |             |
| 15        | A      | Maryse Luzolo               | Tyskland                  | 6,54 | x    | 6,38 | 6,54     |             |
| 16        | B      | Anasztázia Nguyen           | Ungarn                    | x    | 6,52 | x    | 6,52     |             |
| 17        | A      | Alina Rotaru                | Rumænien                  | 6,46 | 6,47 | 6,51 | 6,51     |             |
| 18        | B      | Eliane Martins              | Brasilien                 | x    | 6,43 | 6,38 | 6,43     |             |
| 19        | A      | Rellie Kaputin              | Papua Ny Guinea           | x    | 6,30 | 6,40 | 6,40     |             |
| 20        | B      | Florentina Iusco            | Rumænien                  | 6,19 | x    | 6,36 | 6,36     |             |
| 21        | B      | Fátima Diame                | Spanien                   | x    | 6,27 | 6,32 | 6,32     |             |
| 22        | A      | Christabel Nettey           | Canada                    | 6,18 | 6,23 | 6,29 | 6,29     |             |
| 23        | B      | Yanis David                 | Frankrig                  | 6,27 | 6,10 | 6,26 | 6,27     |             |
| 24        | A      | Chanice Porter              | Jamaica                   | x    | 6,13 | 6,22 | 6,22     |             |
| 25        | B      | Tissanna Hickling           | Jamaica                   | 6,17 | x    | 6,19 | 6,19     |             |
| 26        | B      | Darya Reznichenko           | Usbekistan                | 5,92 | 5,94 | 6,19 | 6,19     |             |
| 27        | A      | Nathalee Aranda             | Panama                    | 5,98 | 6,12 | x    | 6,12     |             |
| 28        | B      | Lorraine Ugen               | Storbritannien            | 6,05 | x    | x    | 6,05     |             |
| –         | B      | Ksenija Balta               | Estland                   | x    | –    | –    | NM       |             |
| –         | A      | Darya Klishina              | Ruslands Olympiske Komité | x    | x    | x    | NM       |             |

### Finale
Resultatene var som følger:
| Placering                        | Udøvere               | Nation             | #1   | #2   | #3   | #4   | #5   | #6   | Resultat | Kommentarer |
| -------------------------------- | --------------------- | ------------------ | ---- | ---- | ---- | ---- | ---- | ---- | -------- | ----------- |
| 1                                | Malaika Mihambo       | Tyskland           | 6,83 | 6,95 | 6,78 | x    | x    | 7,00 | 7,00     | SB          |
| 2. plads, sølvmedaljemodtager(e) | Brittney Reese        | USA                | 6,60 | 6,81 | 6,97 | 6,87 | 6,95 | 6,84 | 6,97     |             |
| 3                                | Ese Brume             | Nigeria            | 6,97 | 6,67 | x    | 6,88 | x    | 6,90 | 6,97     |             |
| 4                                | Ivana Španović        | Serbien            | 6,71 | 6,91 | 6,84 | x    | 6,63 | 6,72 | 6,91     |             |
| 5                                | Maryna Bekh-Romanchuk | Ukraine            | x    | x    | 6,88 | x    | x    | x    | 6,88     |             |
| 6                                | Tara Davis            | USA                | 6,62 | 6,67 | 6,81 | 6,84 | 6,83 | 6,71 | 6,84     |             |
| 7                                | Brooke Stratton       | Australien         | x    | 6,52 | 6,83 | 6,24 | 6,62 | x    | 6,83     |             |
| 8                                | Jazmin Sawyers        | Storbritannien     | x    | 6,80 | 6,53 | 6,74 | x    | x    | 6,80     |             |
| 9                                | Khaddi Sagnia         | Sverige            | 6,58 | 6,67 | 6,58 |      |      |      | 6,67     |             |
| 10                               | Tyra Gittens          | Trinidad og Tobago | 6,30 | 6,60 | 6,53 |      |      |      | 6,60     |             |
| 11                               | Abigail Irozuru       | Storbritannien     | x    | 6,51 | 6,27 |      |      |      | 6,51     |             |
| 12                               | Chantel Malone        | Britiske Jomfruøer | 6,50 | 4,73 | 6,48 |      |      |      | 6,50     |             |